# 鹿猿

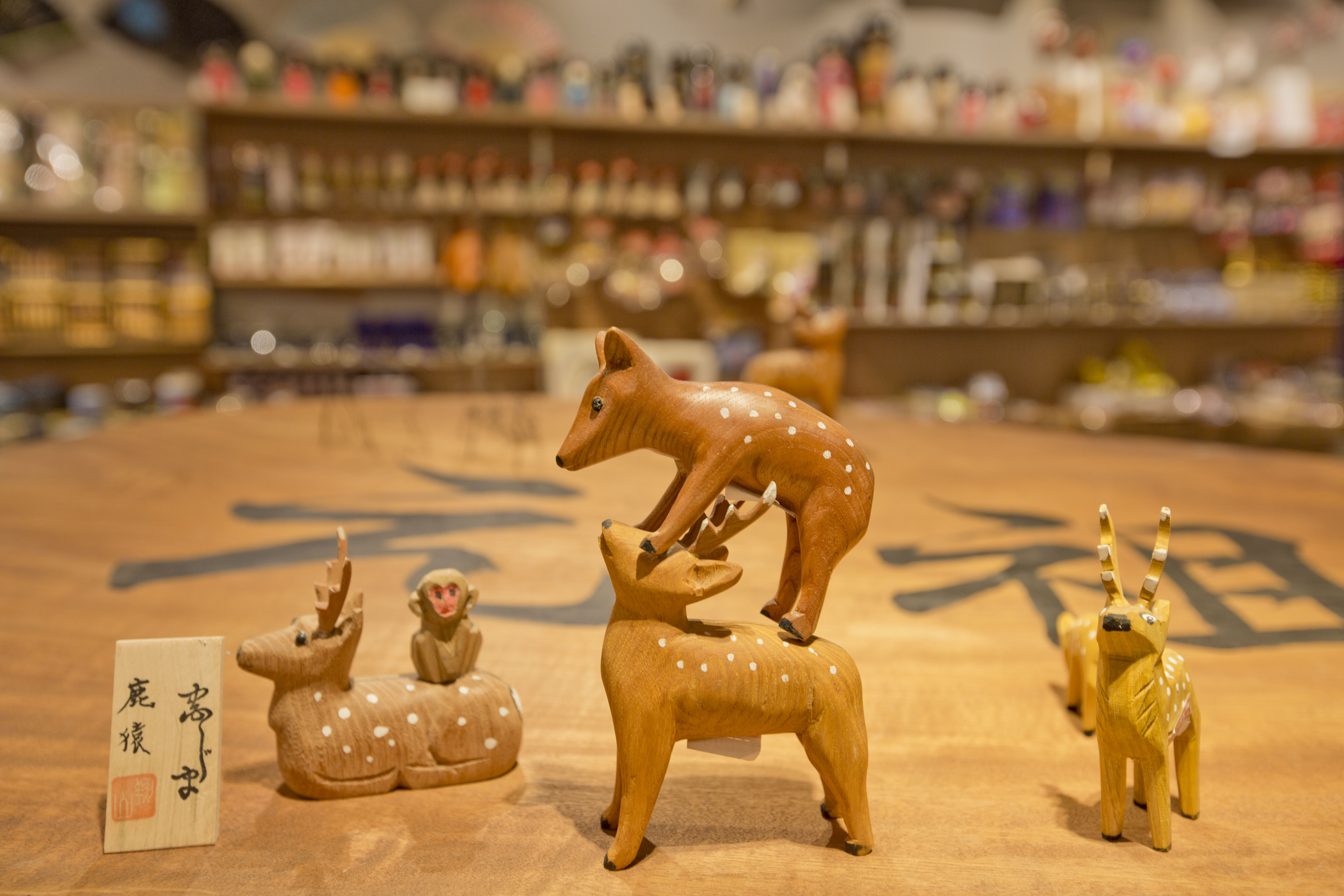

鹿猿（しかざる）は、広島県廿日市市の厳島（宮島）で売られている、宮島の鹿と宮島の猿をモチーフとした名産品。

## 概要
鹿の上に猿が乗った玩具。土製手捻り・土製型抜き・土鈴・張り子・木彫りなど様々なグッズが展開されている。観光客用の土産品、つまり外向きの製品として発展してきたため、地元の人間でも知らない人が多い。
どうしてこの組み合わせになったかはわからないという。鹿と猿の図柄は江戸時代から使われていた。現存最古の鹿猿は、明治時代に作られた土製手捻りのもの。一時期廃れるが、大正末期に復活し様々な姿・素材で作られ現在まで続いている。